# Alfa Romeo Romeo

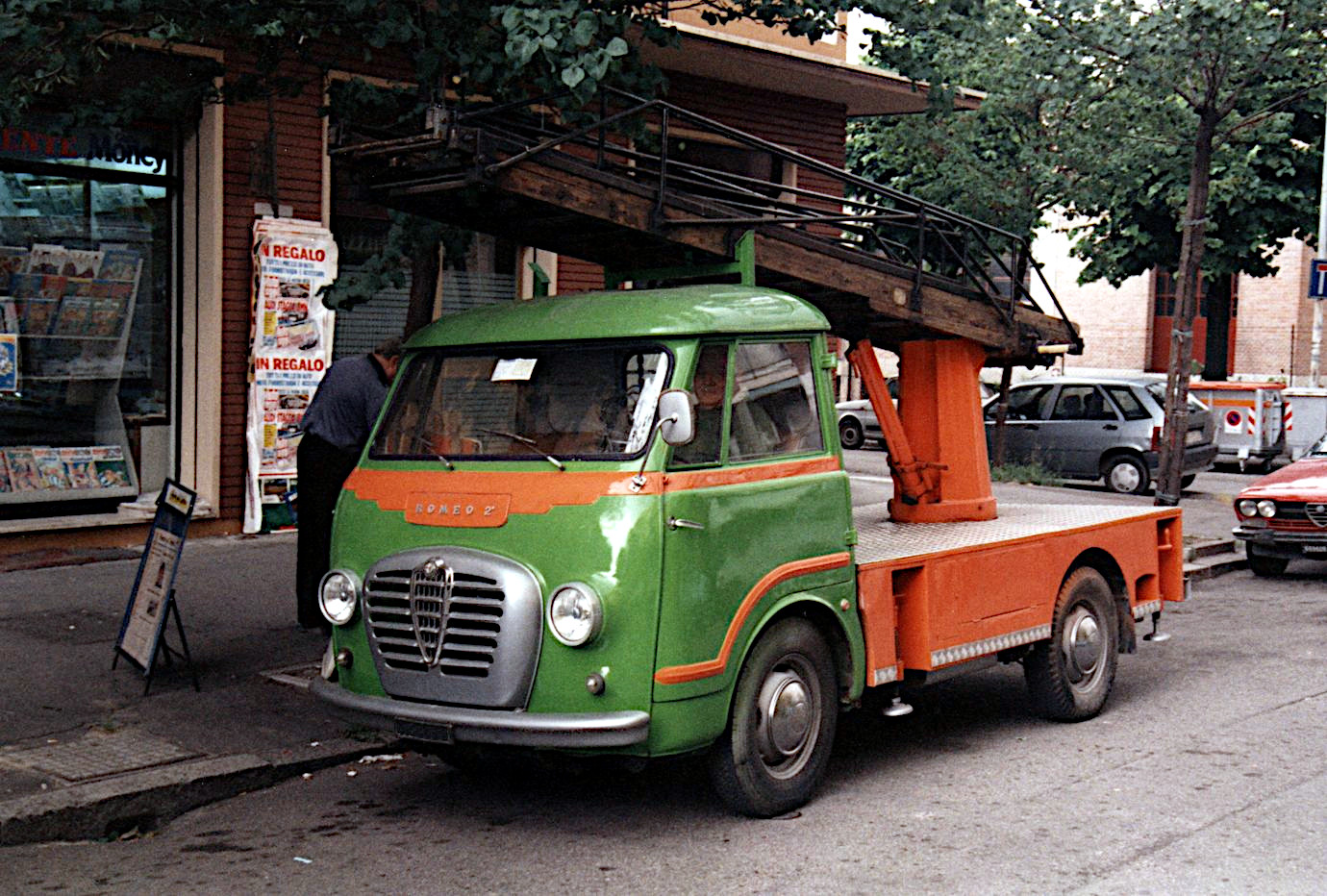
Un Alfa Romeo Romeo 2 versione camionetta

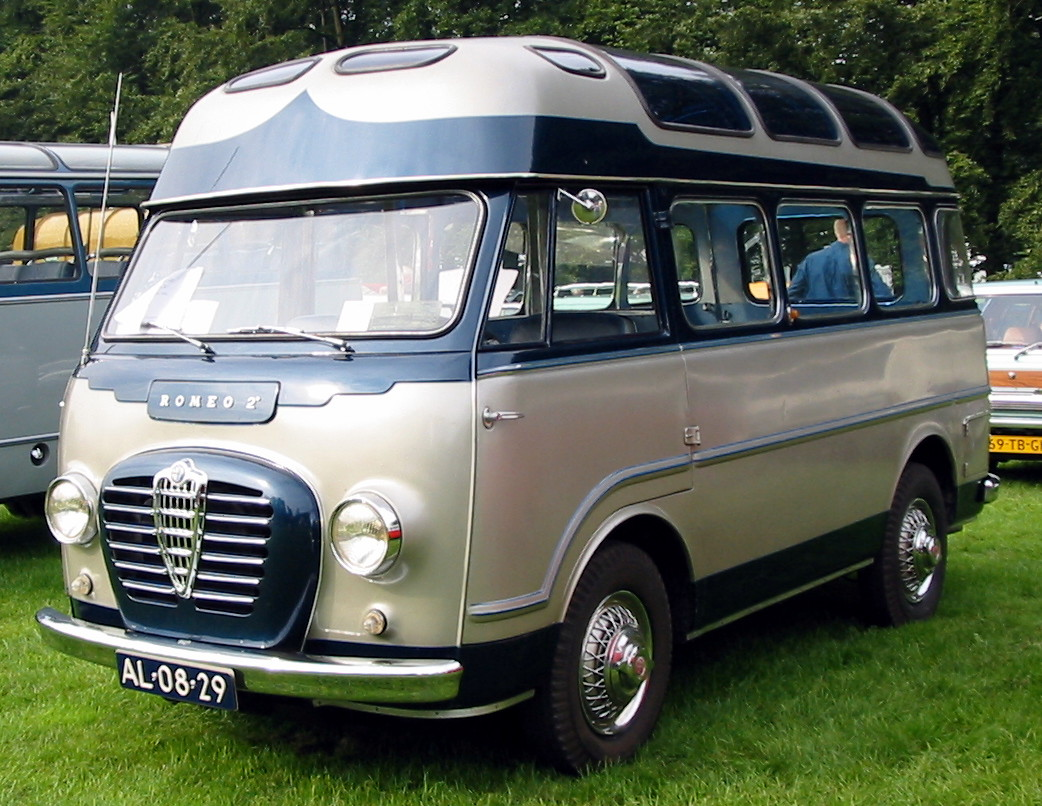
Un Alfa Romeo Romeo 2 versione minibus

Il Romeo è un furgone costruito dall'omonima casa automobilistica Alfa Romeo, dal 1954 al 1967, principalmente nello stabilimento di Pomigliano d'Arco, in tre serie: il “Romeo”, il “Romeo 2” ed il “Romeo 3”.
È anche conosciuto con i nomi Autotutto e T10.

## Genesi
Presentato al Salone dell'automobile di Torino del 1954 come furgone o minibus, fu in seguito commercializzato in molte altre versioni: furgone con tettuccio alto, “promiscuo” (cioè furgone con sedili e finestrini posteriori), scuolabus, ambulanza, pick-up, camionetta con cassone posteriore aperto e camionetta a doppia cabina. Inoltre, molte carrozzerie fabbricavano una versione propria.

## La prima serie
La prima serie del Romeo fu prodotta dal 1954 al 1956. 
Il Romeo versione benzina aveva installato un motore bialbero Alfa Romeo a quattro cilindri in linea da 1290 cm³ di cilindrata che erogava una potenza all'albero motore di 35 CV. Questo propulsore permetteva al veicolo di raggiungere 97 km/h e fu utilizzato più tardi sulla Giulietta Berlina. Era disponibile anche una versione con un motore Diesel due tempi sovralimentato mediante compressore volumetrico a 2 cilindri da 1158 cm³ di cilindrata e 30 CV di potenza all'albero motore. L'autentica rivoluzione, nell'ambito della produzione italiana, fu rappresentata dall'adozione della trazione anteriore. Questa soluzione, grazie all'assenza dell'albero di trasmissione e del ponte posteriore con relativo differenziale, permetteva un significativo abbassamento del livello del pianale di carico, con sensibile aumento della volumetria interna (il Fiat 238, primo furgone a trazione anteriore della Casa di Torino, vide infatti la luce solo tredici anni più tardi).

## La seconda serie, il “Romeo 2”
La seconda serie del Romeo, conosciuta come “Romeo 2”, fu prodotta dal 1957 al 1967. Montava gli stessi motori della serie precedente, ma aveva installato una trasmissione formata da un cambio manuale ZF a quattro rapporti. Fu assemblato sia in Italia (fino al 1966), che in Spagna (fino al 1967). In quest'ultimo paese fu costruito su licenza Alfa Romeo dalla FADISA (Fabricacion de Automoviles Diesel S.A.). Gli esemplari fabbricati in Spagna montavano un motore Perkins tipo 4.99 da 1600 cm³ di cilindrata, e un cambio sincronizzato su tutte le marce avanti. La Motor Ibérica acquistò la FADISA nel 1967 ponendo fine alla fabbricazione del Romeo 2 anche in Spagna.

## La terza serie, il Romeo 3
La terza serie del Romeo, nota come “Romeo 3”, fu prodotta per soli 6 mesi nel 1966. Montava anch'essa il cambio manuale ZF a quattro rapporti. Questa serie introdusse migliorie come la frizione idraulica ed i sedili regolabili.